# Vladimir Gilyarovky
Vladimir Alekseyevich Gilyarovsky (em russo: Влади́мир Алексе́евич Гиляро́вский; 26 de novembro de 1853 – 1 de outubro de 1935), foi um escritor russo e jornalista de jornal, mais conhecido por suas reminiscências da vida em Moscou pré-revolucionária (Moscou e os Moscovitas), que ele publicou pela primeira vez em forma de livro em 1926.

## Biografia
Ele nasceu em 26 de novembro de 1855 (segundo registros da igreja, 1853 segundo seus próprios escritos) em uma propriedade perto de Vologda, onde seu pai, um novgorodiano, trabalhava como assistente do bailío da propriedade, um cossaco zaporógio cuja filha ele mais tarde se casou. Gilyarovsky valorizava sua descendência parcialmente cossaca: quando jovem, ele supostamente posou para um dos cossacos retratados na enorme tela de Ilya Repin Resposta dos Cossacos Zaporógios; ele também foi modelo para Taras Bulba, cuja figura faz parte do Monumento a Gogol em Moscou. Repin foi um amigo de toda a vida, com quem Gilyarovsky frequentemente se correspondia em ucraniano.
Criado por sua mãe bem-educada (que morreu quando ele tinha 8 anos) e sua madrasta aristocrática, ele saiu de casa cedo e, após uma série de trabalhos ocasionais (que incluíam passagens em uma fábrica de tinta de chumbo tóxica em Yaroslavl, como tutor e como carregador de barcaça), ele se alistou como voluntário durante a Guerra Russo-Turca de 1877–78. Depois de uma breve carreira como ator provincial, ele se estabeleceu como jornalista, ganhando elogios e notoriedade como um dos melhores repórteres de crime em Moscou. Seu primeiro livro, As Histórias das Favelas (1887) registrava suas experiências com o submundo de Moscou, a Moscou da pobreza e do crime, encontrando seu epítome na área de Khitrovka.
Após a revolução, ele se dedicou a escrever memórias. Entre elas estavam Minhas Viagens (1928) e Moscou dos Jornais (publicado postumamente), que registravam suas reminiscências do negócio de jornais da Moscou pré-revolucionária e de algumas pessoas famosas com quem ele havia trabalhado (como Anton Chekhov), e Pessoas do Teatro (também publicado postumamente). Ele morreu em Moscou em 1 de outubro de 1935.